# Масло семян арбуза
Масло семян арбуза — растительное масло, получаемое холодным отжимом из семян арбуза обыкновенного (Citrullus lanatus). Производится и используется в основном в Западной Африке.

## Свойства и состав
Масло семян арбуза представляет собой жидкость бледно зеленовато-желтого цвета со слабым запахом. В целом, по своим физико-химическим свойствам оно похоже на миндальное масло, по вкусовым — на оливковое. Нерастворимо в воде, очень мало растворимо в этиловом спирте, хорошо растворимо в хлороформе, диэтиловом эфире и толуоле.
Содержит в основном триглицериды ненасыщенных олеиновой и линолевой кислот. Присутствуют также значительные количества пальмитиновой и линоленовой кислот, а также некоторое количество стеариновой, миристиновой и других кислот.

## Получение
Получают масло из арбузных семян, содержащих до 25 % жирного масла. Семена очищают от оболочек и сушат на солнце. После высыхания семена измельчают и подвергают холодному прессованию для извлечения масла. Для получения масла также пригодна жидкостная экстракция органическими растворителями.

## Применение
Масло семян арбуза распространено в Юго-Западной Африке (Ботсвана, Лесото, Намибия, ЮАР: Капская провинция, Фри-Стейт, Гаутенг, Квазулу-Натал, Лимпопо, Мпумаланга, Северо-Западная провинция, Северо-Капская провинция), где его еще называют маслом Калахари и используют в пищу. Масло хорошо впитывается в кожу, поэтому непосредственно применяется как смягчающее средство или входит в состав некоторых косметических средств для ухода за кожей.